# Gare de Florée
La gare de Florée est une ancienne gare ferroviaire belge de la ligne 162, de Namur à Sterpenich (frontière du Luxembourg), située dans la section de Florée, sur le territoire de la commune d'Assesse, dans la province de Namur, en Région wallonne.
C'est une halte voyageurs de la Société nationale des chemins de fer belges (SNCB) mise en service en 1898. Sa fermeture a lieu en décembre 2014 et elle est détruite en 2017.

## Situation ferroviaire
Établie à 273 mètres d'altitude, la gare de Florée était située au point kilométrique (PK) 18,30 de la ligne 162, de Namur à Sterpenich (frontière du Luxembourg), entre les gares ouvertes d'Assesse et de Natoye.

## Histoire
La ligne de Namur à la frontière du Luxembourg est mise en service par section en 1858. La Grande compagnie du Luxembourg ouvre au service la section de Namur à Ciney, qui passe près de Florée, le 15 mai 1858. En 1867, il n'y a ni gare ni halte à Florée ; à cette époque, seules les stations d'Assesse et de Natoye existent sur la ligne.
La fermeture de la gare de Florée intervient le 13 décembre 2014, dans le cadre du nouveau plan de transport de la SNCB mis en place le lendemain. Elle était auparavant desservie par des trains L, effectuant des missions omnibus entre Namur et Libramont.
Néanmoins, un service d'autocars de substitution — fonctionnant du lundi au vendredi hors jours fériés — a dû être mis en place, notamment en raison du chantier de renouvellement des voies qui empêche la desserte ferroviaire des gares voisines. En 2016, cette substitution routière perdure, uniquement entre Ciney et Assesse (avec correspondance ferroviaire vers ou depuis Namur), puis Sart-Bernard jusqu'à septembre 2017.
Le point d'arrêt est démoli en mars 2017 par Infrabel, à l'occasion de la modernisation de la courbe de Florée, à l'emplacement même dudit point d'arrêt.